# بليرموريت
حجر او صخر بليرموريت Blairmorite هو صخر بركاني بورفيري نادر جدًا  سُمي على اسم مجتمع بليرمور في جنوب غرب ألبرتا في كندا.  ويتميز بوجود بلورات أنالسيمية سائدة في مسطح من الأنالسيم والسانيدين والبيروكسين القلوي مع تيتانيت إضافي وميلانيت ونفيلين. وهو عبارة عن مجموعة متنوعة من الأنالسيمايت ( الفويديت ). وُصف حجر البليرموريت أيضًا على أنه مجموعة متنوعة غنية من الفونوليت من الأنالسيم. 

## وجوده
توجد هذه الصخرة النارية المنبعثة من تكوينين جيولوجيين فقط في جميع جغرافيا العالم. أهم تكوين ووجود للبليرموريت هو تكوين كروسنيست في مقاطعة ألبرتا الكندية حيث يرتبط بالتكتلات والأحجار الكريمة الناتجة عن الانفجارات البركانية. المنطقة الأخرى هي وادي لوباتا في موزمبيق.